# Вставай, Україно! (пісня)
«Вставай, Україно!» — пісня композитора Анатолія Сердюка на вірш Дмитра Павличка.
Вірш Дмитра Павличка під назвою «Пісня» був покладений на музику молодим композитором-піснярем із Запоріжжя Анатолієм Сердюком у січні 1991 і названий «Вставай, Україно!». Анатолій Сердюк на той час служив за контрактом музикантом військового оркестру МВС в Запоріжжі.
Перші публічні виконання твору відбулися 14 березня та 19 квітня 1991 року на обласних відбіркових турах фестивалю «Червона рута» в м. Запоріжжі в Палаці культури «Октябрьский». Протягом травня-серпня пісня неодноразово лунала на концертах за участю Анатолія Сердюка, а також у його виконанні на мітингах патріотичного спрямування, в ефірі запорізьких радіо й телебачення.
За показ відеоряду пісні 6 серпня 1991 по радянському телебаченню в передачі «Запоріжжя на УТ» голова Держтелерадіокомітету УРСР Микола Охмакевич отримав партійну догану (як член КПСС). Цією піснею зацікавився Комітет державної безпеки УРСР (КГБ), і її автор Анатолій Сердюк був внесений до так званого «чорного списку» КДБ.
У серпні 1991 «Вставай, Україно!» отримала призи від Народного Руху України, від української діаспори і звання «Найкращої патріотичної пісні» на фестивалі «Червона рута», який проходив у Запоріжжі. Вона пролунала там чотири рази: на конкурсних виступах 12 і 13 серпня, 17 серпня на гала-концерті переможців в Палаці спорту «Юність» і 18 серпня на закритті фестивалю на стадіоні «Металург». Там же, на урочистому закритті пісню високо оцінили гості фестивалю народні депутати УРСР Левко Лук'яненко, Павло Мовчан, Лесь Танюк, Микола Поровський, Степан Хмара, а В'ячеслав Чорновіл прямо на сцені подарував А. Сердюку за її виконання власного кишенькового годинника.
Наступного дня після закриття пісенного свята, 19 серпня 1991 року в СРСР відбувся політичний заколот («переворот ГКЧП»), який усунув від влади М. Горбачова. Анатолій Сердюк був відкликаний із відпустки і запрошений на «бесіду» до спецвідділу КДБ (так званий «шостий відділ») військової частини, в якій він на той час проходив військову службу. 21 серпня переворот закінчився перемогою демократичних сил, а через три дні, 24 серпня Україна була проголошена незалежною державою.
Пісня «Вставай, Україно!» набула нової актуальності, її стали часто транслювати республіканські радіо й телебачення, а в грудні 1991 р. Інформпрограма Держтелерадіо України визнала її «піснею-символом року».
Цей твір увійшов до першого альбому Анатолія Сердюка «Козацькому роду нема переводу» (1993, фірма звукозапису «Гарба», м. Київ), до компакт-дисків «Козацькому роду нема переводу» (2003, фірма звукозапису «ГроЛіс», м. Тернопіль), «Дух наш запорозький» (2004, студія «Навігатор», м. Запоріжжя), «А.Сердюк. Найкращі пісні 1991–2000 рр.», «Бороним рідний край» (2016 р.); до відеодисків DVD «Авторський концерт у Національній філармонії України» (2009 р.)«Чверть століття на сцені» (2013 р.), «Підтримай військо України!» (2014 р.); до нотного пісенника «Запоріжжя моє кохане» (2001 і 2004 рр., видавництво «Мотор Січ», м. Запоріжжя).
Пісню й виконання Анатолія Сердюка високо оцінив і автор вірша Дмитро Павличко, який на кількох концертах публічно про це заявляв: 16 жовтня 2009 р. на авторському концерті запорізького композитора в Національній філармонії України в Києві; 20 листопада 2013 р. на ювілейному концерті А.Сердюка в Запоріжжі; 24 березня 2016 р. на сольному концерті А.Сердюка в Будинку звукозапису в Києві.
Напередодні й одразу після проголошення Незалежності України пісня «Вставай, Україно!» мала великий резонанс у суспільстві, вона піднімала й згуртовувала українців, впливала на громадську свідомість, сприяла утвердженню суверенітету України. Під час Помаранчевої революції і Революції Гідності пісня «Вставай, Україно!» лунала на мітингах і акціях на київському й запорізькому Майданах у виконанні автора музики Анатолія Сердюка, а також у запису на запорізькому та Національному радіо. Вона залишається актуальною й зараз.
Текст, ноти і запис у форматі mp3 можна завантажити з офіційного сайту Анатолія Сердюка www.serduk.com.ua

## Текст пісні
Вставай, Україно, вставай,
Виходь на дорогу свободи,
Де грає широкий Дунай,
Де ждуть європейські народи.

Вставай та кайдани порви,
Дай познак, ясніший від грому,
Що ти не рабиня Москви,
Й рабою не будеш нікому.

Вставай, Україно, вставай,
Єднай Чорне море й Карпати,
І свій переболений край
Не дай ворогам розламати.

Вставай та здіймай знамено
Вселюдської згоди й любові,
Щоб волі святої вино
Спожити без помсти і крові!

## Переклад іноземними мовами
(Англійська):
Arise up, Ukraine, arise!
Get on the road to freedom
Where the wide Danube playing,
Where are the European nations waiting!
Get up and tear the shackles,
Give a sign brighter than thunder
That you are not a slave of Moscow
And you will not be a slave to anyone.
Arise up, Ukraine, аrise!
The Black Sea and the Carpathians are one,
And his wounded land
Don't let the enemies break it.
Stand up and raise the banner
Universal agreement and love,
To the will of the saint wine
Consume without revenge and blood.

(російська):
Вставай, Украина, вставай,
Выходи на дорогу свободы,
Где играет широкий Дунай,
Где ждут европейские народы.
Вставай и сорви оковы,
Дай знак, яснее грома,
Что ты не рабыня Москвы,
И рабыней не будешь никому.
Вставай, Украина, вставай -
Единство Черного моря и Карпат,
И свой переболевший край
Не дай врагам разломать.
Вставай и поднимай знамя
Всемирного согласия и любви,
Чтобы воли святой вино
Употребить без мести и крови.